# Гай Апуллей Діокл (колісничий)
Га́й Апулле́й Діо́кл (лат. Gaius Appuleius Diocles; близько 104 — після 146) — давньоримський колісничний родом із Лузітанії. Прибічник партії червоних, декілька разів змінював партії. Вважається найвисокооплачуванішим спортсменом в історії. Діокл заробив суму, рівну станом на 2010 рік 15-ти мільярдам доларів. Цей спортсмен почав свою кар'єру у 18 років і завершив її в 42 роки. Він виступав у найпопулярнішому виді спорту — колісничних перегонах, і заробив майже 36 мільйонів сестерціїв. Ця сума висічена на пам'ятнику, який був споруджений у пам'ять про чемпіона відданими вболівальниками. Пам'ятник був виявлений під час розкопок. За інформацією газети «Дейлі Телеграф», Гай Апулей Діокл обійшов знаменитого гольфіста Тагера Вудса, який є одним з перших сучасних спортсменів, що зуміли заробити 1 млрд доларів.

## Біографія
Гай Аппулей Діокл народився в 104 році в римській провінції Лузитанія. Брав участь у перегонах колісниць на стадіоні-іподромі «Великий цирк». Належав до партії червоних. Коли досяг віку 42 років, вирішив покинути іподром. Але покидаючи, він отримав для себе невмирущу славу; почав свою кар'єру жокея з вісімнадцяти років, брав участь в бігу протягом 24 років. Кілька разів Діокл змінював колір партій. Дебютував він у рядах синіх у 122 році; шість років по тому він перейшов до зелених, але вже в 131 році він став червоним і залишався прихильником цієї партії до останку протягом 13 років. Кар'єра Гая Аппулея Діокла надзвичайно тривала, адже перегони на колісницях були небезпечним видом спорту. Дуже часто, в результаті падіння з колісниць, спортсмени гинули або ставали інвалідами.
Гай Аппулей Діокл брав участь у 4257 перегонах, здобувши 1462 перемоги. За свою кар'єру він заробив 35 863 120 сестерціїв (ця сума була вибита на пам'ятнику Гаю Аппулею Діоклу, що був споруджений вболівальниками), що, згідно з оцінками професора Чиказького університету Пітера Страка, приблизно еквівалентно 15 мільярдам доларів США 2010 року.

## Кар'єра
Гай Аппулей Діокл брав участь у 4257 бігах, 1462 з яких — переможні. Також відомо, що 110 раз він починав негайно після процесії, приуроченої до церемонії відкриття ігор. Такий біг був особливо поцінованим, адже він гарно переваги коней, і колісничого, що приходили на арену після достатньо стомлюючої процесії. На перегонах колісниць, запряжених чотирма кіньми Гай отримав 1064 нагород. 347 нагород з двома кіньми, 51 — з трьома. Також він здобув багато перемог на колісниці, запряженій шістьма і сімома кіньми. 861 раз Діокл зайняв друге місце на перегонах, 576 разів — третє і один раз четверте. 1352 рази не зайняв нічого.
Найзнаменитіші римські колісничі завжди поступалися вправністю Діоклу. Він затьмарив Авілія Тера, і Фалла, прибічників партії червоних. А саме, переміг 134 рази на рік, з них 118 разів на перегонах з однією колісницею, де коня, що веде колісницю брав у команди суперників. Він перевершив і Понція Епафродіта з партії синіх, одного з найзнаменитіших колісничих часів Антоніна, і Флавія Скорпа, і Помпея Мусклоза і багато інших відомих колісничих. Циркові колісничі користувалися не лише славою; найвідоміші з них наживали великий капітал. Майно сотні адвокатів не перевищувало стану одного колісничого.Діокл, блискучий візник Цирку першої половини II ст. по Р. Х., отримав майже 36 млн. Він неодноразово згаданий як колісничий — тисячник, тобто той, хто здобув тисячі перемог.

## Майстерність колісничого
Діокл не лише був першим в традиційних перегонах, а й запроваджував своє бачення цього. В день він міг пробігти два рази з шістьома кіньми, де завжди приходив першим. Також перемагав на колісниці із простою упряжжю, запряженій сімома кіньми, тоді як зазвичай на середніх коней надягали ярмо для того, щоб вони своїми стрибками не розладнали усю упряжку. А одного разу переміг, керуючи кіньми без батога.
Професія циркового колісничого була небезпечною. Загроза вбитися або покалічитися висіла над спортсменом увесь час, поки він мчав по арені. Особливо небезпечним був момент, коли колісничий огинав мету: прагнучи виграти час і скоротити простір, він притискався до неї якомога ближче. І тут варто було допустити найменшу помилку в обліку відстані, варто було трохи більше смикнути вліво лівою пристяжною (через що вона і вважалася найголовнішою з усієї четвірки), і колісниця на всьому бігу налітала на тумбу і перекидалася. В таких випадках візнику щастило, якщо йому вдавалося вийти зі змагань тільки калікою. Учасник намагався уберегти себе: на голову він вдягав круглу шкіряну шапку з клапанами, що нагадує шолом танкістів; туніку щільно до самих пахв обмотував ременями, щоб вона не розвивалася по вітру і не могла за що-небудь зачепитися (тому й хвости коням підв'язували дуже коротко); за ремені затикав короткий гострий ніж без піхов, щоб у разі падіння перерізати віжки, які він закидав собі за спину, ремінними обмотками покривав ноги до колін; іноді візник одягав ще й гетри, які майже повністю закривали йому стегна. Усього цього було, звичайно, недостатньо, щоб захистити людину від травм, тому зазвичай візники гинули молодими. Аврелій Поліник загинув у 30 років, Скорп — у 27, Крецент — у 22, Аврелій Татиіан — у 21, Цецилій Пудент — у 18. Флор загинув ще у підлітковому віці. Дожити до 42 років, як дожив Діокл, — випадок рідкісний.
Коли Діокл залишив Цирк, його шанувальники створили почесний напис, де було викладено всю його «циркову біографію».Цей цікавий документ знайомить нас, між іншим, з різними прийомами циркового змагання. Колісничий міг відразу отримати першість і утримувати її до закінчення перегонів,; або спочатку опинитися на другому місці, а вже потім вирватися вперед і здобути першість. Іноді, щоб зберегти сили своїх коней, Діокл навмисне пропускав своїх суперників вперед, а потім, побачивши, що коні суперників починають здавати, пускав власних у всю кінську силу і приходив першим. Траплялося й так, що будь-яка надія на перемогу була, здавалося, втрачена, але візник все-таки міг після важкої і жорстокої боротьби отримати перемогу. Великою честю вважалося перемогти в першому ж заїзді після помпи, коли коні ще не встигли відпочити і заспокоїтися після гучної процесії, а також на конях, що вперше виїжджали на арену. Тільки достатньо досвідчений візник міг піти на обмін кіньми зі своїм суперником. Діокл здобув 134 перемоги з лівим підпряжним конем.